# Krugliki (obwód smoleński)
Krugliki (ros. Круглики) – wieś (ros. деревня, trb. dieriewnia) w zachodniej Rosji, w osiedlu wiejskim Diwasowskoje rejonu smoleńskiego w obwodzie smoleńskim.

## Geografia
Miejscowość położona jest 2 km od drogi magistralnej M1 «Białoruś», 6 km od drogi regionalnej 66K-11 (Niżniaja Dubrowka – Michajlenki), 4,5 km od drogi regionalnej 66A-71 (Olsza – Nowyje Batieki), 6,5 km od drogi regionalnej 66N-1807 (Awtozaprawocznoj Stancyi – Smoleńsk), 6 km od drogi federalnej R120 (Orzeł – Briańsk – Smoleńsk – Witebsk), 3,5 km od centrum administracyjnego osiedla wiejskiego (Diwasy), 10,5 km od Smoleńska, 5 km od najbliższej stacji kolejowej (Krasnyj Bor).

## Demografia
W 2016 r. miejscowość zamieszkiwały 3 osoby.

## Historia
W czasie II wojny światowej od lipca 1941 roku miejscowość była okupowana przez hitlerowców. Wyzwolenie nastąpiło we wrześniu 1943 roku.